# Szczytniki (gmina w województwie kieleckim)
Szczytniki (od 1973 Kołaczkowice) – dawna gmina wiejska istniejąca do 1954 roku w woj. kieleckim. Nazwa gminy pochodzi od wsi Szczytniki, lecz siedzibą władz gminy były Kołaczkowice. 
W okresie międzywojennym gmina Szczytniki należała do powiatu stopnickiego w woj. kieleckim. Po wojnie gmina zachowała przynależność administracyjną. 12 marca 1948 roku zmieniono nazwę powiatu stopnickiego na buski. 1 stycznia 1949 do gminy Szczytniki włączono gromadę Palonki z gminy Gnojno w tymże powiecie.
Według stanu z dnia 1 lipca 1952 roku gmina składała się z 12 gromad: Janina, Kołaczkowice, Kuchary, Nowa Wieś, Palonki, Prusy Stare, Ruczynów, Skrobaczów, Strzałków, Szczytniki, Topola i Zaborze.
Jednostka została zniesiona 29 września 1954 roku wraz z reformą wprowadzającą gromady w miejsce gmin. Po reaktywowaniu gmin z dniem 1 stycznia 1973 roku gminy Szczytniki nie przywrócono, utworzono natomiast jej terytorialny odpowiednik, gminę Kołaczkowice.